# Ernest Bai Koroma
Ernest Bai Koroma (født 2. oktober 1953) var Sierra Leones præsident fra 2007 til 2018.